# Villaspeciosa
Villaspeciosa (sardinski: Biddaspitziòsa) je mjesto i općina (comune) u pokrajini Južnoj Sardiniji u regiji Sardiniji, Italija. Nalazi se na nadmorskoj visini od 7 metara i ima 2 570 stanovnika.
 Prostire se na teritoriju od 27,19 km². Gustoća naseljenosti je 95 st/km².
Susjedne općine su: Decimomannu, Decimoputzu, Siliqua i Uta.